# Fear & Hunger 2: Termina
Fear & Hunger 2: Termina (укр. Страх і голод 2: Терміна) — рольова відеогра 2022 року в жанрі виживання та жахів, розроблена та випущена фінським розробником ігор Міро Хаверіненом 9 грудня 2022 року для Microsoft Windows. Продовження відеогри Fear & Hunger від того ж розробника.

## Сюжет
Дія гри відбувається у тому ж всесвіті в 1940-х роках, приблизно через 300 років після подій першої гри. Дія гри розгортається у містечку Прегевіл, де 14 незнайомців змушені протягом трьох днів брати участь у фестивалі.

## Огляди
На сторінці гри у Steam гра налічує понад 4 тисячі відгуків від гравців, 97% з яких є позитивними.
Маркус Джонс, який писав для DualShockers, описав гру як «досконалість JRPG жахів», особливо похваливши ширший спектр ігрових персонажів, нові механіки гри та розширення лору.
Петра Свободова з Gaming Professors писала: «Fear and Hunger 2: Termina сповнена гнітючої атмосфери та всілякими жахами, і тільки від вас залежить, чи виживете ви. Гра не буде панькатися з вами та не сподівайтеся на чесну гру. Досліджуйте, пристосовуйтесь і, перш за все, виживайте. Ця гра, на мою думку, є прихованим діамантом серед страшних JRPG, тож ура фестивалю Termina і станьте його переможцем».
Андреа Ґонсалез, дописувач Destructoid, вважає, що «в її невблаганності є своя магія, яка особливо яскраво проявляється після п'ятого разу, коли ви втрачаєте 30 хвилин прогресу».